# Novociornohlazivske, Iuriivka
Novociornohlazivske (în ucraineană Новочорноглазівське) este un sat în comuna Oleksiivka din raionul Iuriivka, regiunea Dnipropetrovsk, Ucraina.

## Demografie
Componența lingvistică a localității Novociornohlazivske
     Ucraineană (93,62%)
     Rusă (5,67%)
Conform recensământului din 2001, majoritatea populației localității Novociornohlazivske era vorbitoare de ucraineană (93,62%), existând în minoritate și vorbitori de rusă (5,67%).